# 마르그레테 2세
마르그레테 2세(덴마크어: Margrethe II, 1940년 4월 16일~)는 덴마크의 상왕으로 본명은 마르그레테 알렉산드리네 토릴두르 잉리드(덴마크어: Margrethe Alexandrine Þórhildur Ingrid)으로 1375년부터 1412년까지 재위했던 칼마르 동맹의 마르그레테 1세 이후에 처음으로 등장한 덴마크의 여왕이며 현존하는 최장수 군주로 손꼽힌다.

## 생애

### 출생과 혈통
마르그레테 2세는 1940년, 프레데리크 9세와 스웨덴의 구스타프 아돌프 국왕의 딸인 잉리드 왕비 사이에서의 장녀로서, 코펜하겐의 아말리엔보르 궁전에서 태어났다. 또한 크리스티안 9세의 고손녀이자 영국 빅토리아 여왕의 방계 고손녀다.

### 추정상속인
덴마크는 1953년까지 여성이 왕위를 상속할 수 없었다. 그러나 잉리드 왕비가 세 명의 딸을 두었을 뿐, 시간이 흐름에 따라 아들을 못 낳을 가능성이 높아졌으며, 네덜란드나 영국의 여왕 즉위에 영향을 받아 헌법 개정이 이루어짐에 따라, 이후 남동생이 태어나지 않는다면 왕위를 계승할 수 있는 추정상속인(heir presumptive)이 되었다. 18세가 되던 해 추밀원 의석을 확보, 부왕의 부재 시에는 회의를 주재하게 되었다.

### 결혼
1967년 6월 10일, 프랑스 귀족 태생의 외교관 앙리 드 라보르드 드 몽페자 백작과 결혼하여 두 아들 프레데리크 10세와 요아킴 왕자를 낳았다.

### 즉위 이후
1972년 1월 14일, 프레데리크 9세가 사망하자, 즉위하였다. 1997년에는 즉위 25주년 행사가 있었다. 삽화가, 번역가로서 활발한 움직임을 보이고 있는 그녀는 지난 2004년, 오스트레일리아 태생 부동산 중개인 메리 도날드슨을 맏며느리로 맞았으나 동시에 둘째 요아킴과 홍콩 태생의 며느리 알렉산드라의 이혼 또한 지켜봐야 했다. 지난 2002년, 코펜하겐에서 열린 제4차 아셈 정상회의 참석 차 덴마크를 방문했던 김대중 대통령을 만난 바 있다.
2022년 9월 8일에 영국의 엘리자베스 2세 여왕이 사망하면서 마르그레테 2세는 유럽에서 가장 오랫동안 재위한 군주이자 세계 유일의 여왕이자 최장수 현직 여성 국가원수로 남아 있었다. 그러다가 2023년 12월 31일에 덴마크 텔레비전을 통해 생중계된 대국민 신년 연설을 통해 자신의 즉위 52주년이 되는 2024년 1월 14일을 기해 퇴위하고 프레데리크 왕세자가 자신의 왕위를 물려받을 예정이라고 밝혔다.

### 방한
2007년 10월 방한하여 노무현 대통령과 정상회담을 갖고 국립현충원, 인사동, 현대중공업 등을 방문했다. 여왕의 외할아버지인 스웨덴의 구스타프 6세 아돌프가 1926년 직접 발굴에 참여했던 경주의 서봉총도 방문할 예정이었으나 부군 헨리크 공의 건강상의 이유로 취소되었다.